# Marchainville
Marchainville ist eine Ortschaft und eine Commune déléguée in der französischen Gemeinde Longny les Villages mit 207 Einwohnern (Stand: 1. Januar 2022) im Département Orne in der Region Normandie.
Mit Wirkung vom 1. Januar 2016 wurden die früheren Gemeinden Longny-au-Perche, La Lande-sur-Eure, Malétable, Marchainville, Monceaux-au-Perche, Moulicent, Neuilly-sur-Eure und Saint-Victor-de-Réno zu einer Commune nouvelle mit dem Namen Longny les Villages zusammengelegt und haben in der neuen Gemeinde den Status einer Commune déléguée. Der Verwaltungssitz befindet sich im Ort Longny-au-Perche. Die Gemeinde Marchainville gehörte zum Arrondissement Mortagne-au-Perche und zum Kanton Tourouvre.

## Lage
Marchainville liegt im Regionalen Naturpark Perche an der Grenze zum Département Eure-et-Loir, 20 Kilometer ostnordöstlich von Mortagne-au-Perche.

## Bevölkerungsentwicklung

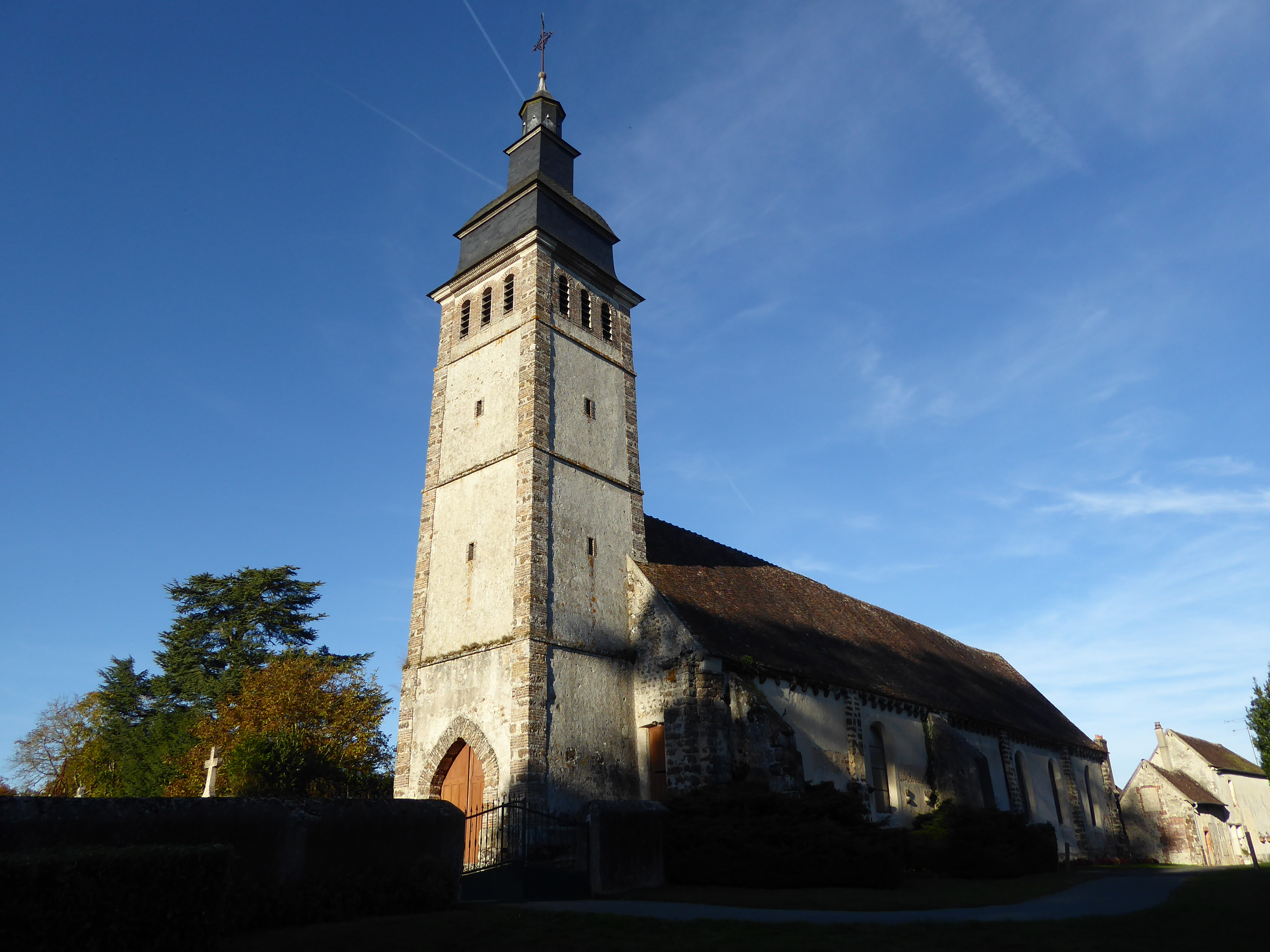
Kirche Mariä Himmelfahrt in Marchainville

| Jahr                       | 1962 | 1968 | 1975 | 1982 | 1990 | 1999 | 2008 | 2015 |
| -------------------------- | ---- | ---- | ---- | ---- | ---- | ---- | ---- | ---- |
| Einwohner                  | 298  | 300  | 269  | 235  | 197  | 233  | 209  | 237  |
| Quellen: Cassini und INSEE |      |      |      |      |      |      |      |      |